# Scytalopus stilesi
A Scytalopus stilesi a madarak osztályának verébalakúak (Passeriformes) rendjébe és a fedettcsőrűfélék (Rhinocryptidae) családjába tartozó faj.

## Rendszerezése
A fajt Andrés M. Cuervo, Carlos Daniel Cadena, Niels Krabbe és Luis Miguel Renjifo írták le 2005-ben. A faj tudományos nevét Frank Gary Stiles ornitológus tiszteletére kapta.

## Előfordulása
Az Andok-hegységben, Kolumbia területén honos. Természetes élőhelyei a szubtrópusi és trópusi hegyi esőerdők. Állandó, nem vonuló faj.

## Megjelenése
Testhossza 11 centiméter.

## Természetvédelmi helyzete
Az elterjedési területe kicsi, egyedszáma viszont stabil. A Természetvédelmi Világszövetség Vörös listáján nem fenyegetett fajként szerepel.